# Sivir
Sivir ist eine osttimoresische Siedlung im Suco Cassa (Verwaltungsamt Ainaro, Gemeinde Ainaro). Es ist ein Weiler im äußersten Nordwesten der Aldeia Queça-Mau, in einer Meereshöhe von 313 m. Sivir befindet sich zwischen dem Mola im Süden und einem seiner Nebenflüsse im Osten.